# ふっつん
ふっつんとは、千葉県富津市のマスコットキャラクターである。

## 歴史
2009年8月に誕生し、3年後の2012年に着ぐるみが完成、お披露目された。
2014年のアクアラインマラソンの応援団長に選ばれた。

## グッズ
ふっつんグッズの販売は、富津市役所1階の喫茶コーナー、親和商店、観音会館、吉田海苔店などで販売されている。製作は、親和商店などで製作されている。